# محسن رملی
محسن الرملی (متولد ۷ مارس ۱۹۶۷ در عراق) نویسنده و شاعر عراقی است و از سال ۱۹۹۵ در اسپانیا زندگی می‌کند. آیا برادر نویسنده عراقی حسن مطلگ.

## آثار
- (هدیة القرن القادم) قصص، الأردن ۱۹۹۵.
- (البحث عن قلبٍ حیّ) مسرحیات، إسبانیا ۱۹۹۷.
- (أوراق بعیدة عن دجلة) قصص، الأردن وإسبانیا ۱۹۹۸.
- (الفَتیت المُبَعثَر)، روایة، القاهرة ۲۰۰۰.
- (الفتیت المبعثر)، الطبعة انگلیسی، ترجمة یاسمین حنوش، أمریکا ۲۰۰۳.
- (لیالی القصف السعیدة)، کولاج سردی وقصص، القاهرة ۲۰۰۳.[پیوند مرده]
- (کلنا أرامل الأجوبة)، شعر (بالعربیة والإسبانیة)، إسبانیا ۲۰۰۳.
- (کلنا أرمل الأجوبة)، شعر (طبعة ثالثة بثلاث لغات: العربیة والإنکلیزیة والإسبانیة)، مدرید ۲۰۰۸.
- (تمر الأصابع)، روایة (باللغة الإسبانیة)، مدرید ۲۰۰۸.
- (تمر الأصابع)، روایة (باللغة العربیة)، بیروت ۲۰۰۹.
- نائمة بین الجنود، شعر (بالعربیة والإسبانیة)، القاهرة 2011.
- برتقالات بغداد وحب صینی، قصص، الأردن 2011.
- حدائق الرئیس، روایة (باللغة العربیة)، أبو ظبی و بیروت 2012.
- ذئبة الحب والکتب، روایة (باللغة العربیة)، دارالمدی، بغداد، بیروت وأربیل 2015.